# ألكسي الثاني (بطريرك موسكو)

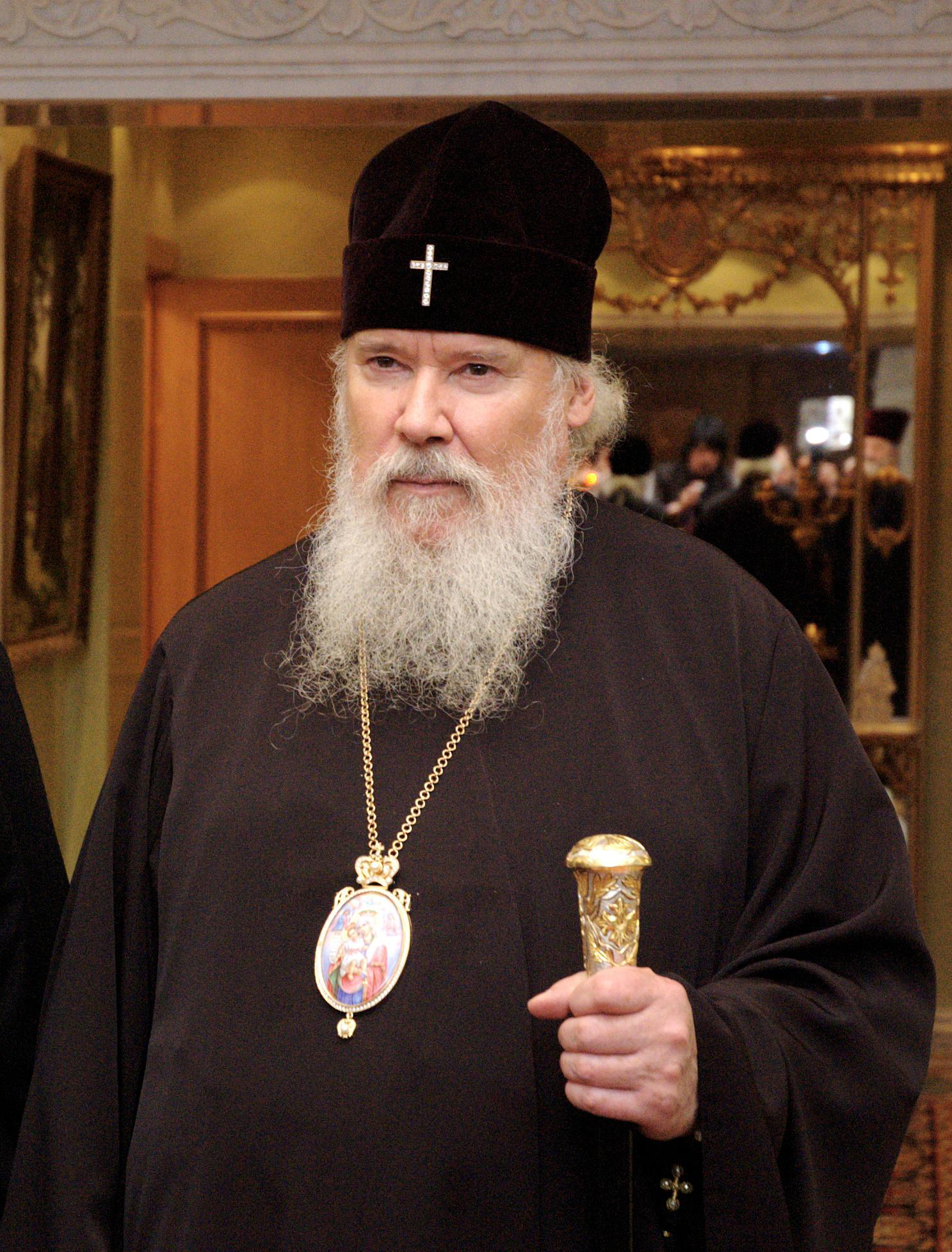
البطريرك أليكسي الثاني

البطريرك ألكسي الثاني (بالروسية: Патриарх Алексий II) واسمه العلماني أليكسي ميخائيلوفيتش ريديغير (بالروسية: Алексей Михайлович Ридигер؛ بالإستونية: Aleksei Mihhailovitš Rüdiger)؛ (13 فبراير 1929 - 5 ديسمبر 2008) هو بطريرك موسكو وسائر روسيا الخامس عشر ورئيس الكنيسة الروسية الأرثوذكسية منذ انتخابه في 10 يونيو 1990 وإلى تاريخ وفاته.
كان ألكسي أول بطريرك يعين لرئاسة الكنيسة الروسية الأرثوذكسية بعد انهيار الاتحاد السوفييتي، وفي فترة حكمه التي دامت 18 عاما، أعيد للكنيسة حق ممارسة أنشطتها، طاوية بذلك عقودا من الاضطهاد الذي مارسته الحكومة الشيوعية، فزاد عدد رعاياها ليشمل ثلثي الشعب الروسي والعديد من رجال النخبة السياسية.

## سيرة حياته
ولد البطريرك المستقبلي ألكسي ميخائيلوفيتش ريديغر في مدينة تالين، عاصمة إستونيا، في أسرة متدينة يوم 23 فبراير عام 1929.
وعمل أليكسي روديغير منذ طفولته في الكنيسة تحت رعاية أبيه الروحي، رئيس الكهنة يوحنا بوغويافلينسكي، ومن ثم تحت رعاية إيسيدور أسقف تالين وإستونيا. وفي الفترة من عام 1944 وحتى عام 1947 عمل شماسا مبتدئا لدى بولس رئيس أساقفة تالين وإستونيا. تلقى تعليمه في المدرسة الثانوية الروسية في تالين. وفي عام 1945 كلّف الشماس أليكسي بالتحضير لافتتاح كاتدرائية القديس ألكسندر نيفسكي في مدينة تالين من أجل استئناف الصلوات فيها (بعد إذ أغلقت في فترة الاحتلال الألماني النازي لإستونيا). ومنذ مايو 1945 وحتى أكتوبر 1946 شغل وظيفة قندلفت في الكاتدرائية، ثم قارئا ومرتلا في كنيسة سيميونوفسكايا، وعام 1947 في كنيسة سيدة قازان بمدينة تالين.
وفي عام 1947 التحق بالأكاديمية اللاهوتية في سانت بطرسبرغ (آنذاك كانت تسمى لينينغراد) وتخرج منها بدرجة امتياز في عام 1949. وفيها يوم 15 أبريل عام 1950، كُرس شماسا، وبعدها بيومين كاهنا مكلفا بكنيسة الظهور الإلهي بمدينة جوفي في أبرشية تالين. وفي عام 1953 تخرج الأب ألكسي من الأكاديمية اللاهوتية بدرجة امتياز حائزا الدكتوراه في اللاهوت.
في 15 يوليو 1957 عُيّن الأب ألكسي مشرفا على كاتدرائية صعود السيدة العذراء في مدينة تارتو وعميد لدائرة المدينة الكنسية. وفي 17 أغسطس عام 1958 رقي إلى رتبة متقدم في الكهنة.
في 3 مارس 1961، كُرس إلى الرهبنة في لافرا الثالوث الأقدس للقديس سرجيوس حاملا اسم القديس ألكسي مطران كييف. وفي 14 أغسطس من العام نفسه، انتخب ألكسي أسقفا لتالين وسائر إستونيا، وكلف مؤقتا بإدارة أبرشية ريغا الشاغرة. ليُنصب في 3 سبتمبر من العام نفسه. جرى التنصيب في كاتدرائية القديس ألكسندر نيفسكي في تالين.
في 14 نوفمبر، عُيّن الأسقف أليكسي نائب رئيس قسم العلاقات الكنسية الخارجية في بطريركية موسكو. وفي 23 يونيو 1964، رقي إلى منصب رئيس أساقفة. وفي 22 ديسمبر، عُيّن رئيس الأساقفة أليكسي مديرا لشئون بطريركية موسكو وأصبح عضوا دائما في السنودس المقدس. وعمل في هذا المنصب حتى 20 يونيو 1986.
وفي الفترة من 17 أكتوبر 1963 حتى عام 1979، كان أليكسي عضوا في لجنة السنودس المقدس للكنيسة الروسية لشئون الوحدة المسيحية والعلاقات المسكونية.
في 25 فبراير 1968، رفع رئيس الأساقفة ألكسي إلى منصب مطران. وتولى في الفترة الممتدة من 10 مارس 1970 وحتى 1 سبتمبر 1986 الإشراف العام على لجنة التقاعد التي تشمل مهمتها الشؤون الاجتماعية لرجال الكنيسة وبقية العاملين في الهيئات الكنسية وكذلك أراملهم وأطفالهم.
وأصبح منذ 23 ديسمبر 1980 نائبا لرئيس اللجنة التحضيرية للاحتفال بألفية معمودية كييف روس وترأس هيئة تنظيم الاحتفالات في هذه اللجنة.
وفي 7 يونيو عام 1990 انتخبه المجمع المحلي للكنيسة الروسية الأرثوذكسية بطريركا على موسكو، ونصب في العاشر من الشهر نفسه.

## روابط خارجية
- أليكسي الثاني على موقع IMDb (الإنجليزية)
- أليكسي الثاني على موقع الموسوعة البريطانية (الإنجليزية)
- أليكسي الثاني على موقع مونزينجر (الألمانية)